# Arcidiocesi di Anasarta
L'arcidiocesi di Anasarta (in latino Archidioecesis Anasarthensis) è una sede soppressa del patriarcato di Antiochia e una sede titolare della Chiesa cattolica.

## Storia
Anasarta, nei pressi di Kinnesrin a 40 km da Aleppo, fu una sede ecclesiastica della provincia romana della Siria Prima nella diocesi civile dell'Oriente. Come tutte le sedi episcopali di questa provincia, essa dipendeva direttamente dal patriarca di Antiochia, che la elevò, come altre diocesi della provincia, al rango di sede arcivescovile autocefala, come documentato da una Notitia episcopatuum datata alla seconda metà del VI secolo.
Diversi sono i vescovi conosciuti di quest'antica sede episcopale. Maras prese parte al sinodo di Antiochia del 445 che discusse la questione del vescovo Atanasio di Perre, e fu tra i padri del concilio di Calcedonia del 451. Ciro sottoscrisse nel 458 la lettera dei vescovi della Siria Prima all'imperatore Leone in seguito all'uccisione del patriarca alessandrino Proterio. Tommaso è menzionato in una lettera di Filosseno di Gerapoli datata al 511. Stefano fu scelto da Severo di Antiochia, patriarca dal 512. Nel 564/565 è attestato il vescovo Leonzio nelle cronache di Michele il Siro.
Dal 1929 Anasarta è annoverata tra le sedi arcivescovili titolari dalla Chiesa cattolica; la sede è vacante dal 2 novembre 1969.

## Cronotassi

### Arcivescovi greci
- Maras † (prima del 445 - dopo il 451)
- Ciro † (menzionato nel 458)
- Tommaso † (menzionato nel 511)
- Stefano † (dopo il 512)
- Leonzio † (menzionato nel 564/565)

### Arcivescovi titolari
- João Irineu Joffily (Joffly) † (1º maggio 1931 - 25 aprile 1950 deceduto)
- José Vieira Alvernaz † (23 dicembre 1950 - 16 settembre 1953 succeduto arcivescovo di Goa e Damão)
- Serafim Gomes Jardim da Silva † (28 ottobre 1953 - 2 novembre 1969 deceduto)